# Риекстиньш, Марис
Ма́рис Рие́кстиньш (латыш. Māris Riekstiņš; род. 8 апреля 1963, Рига, Латвийская ССР, СССР) — латвийский государственный деятель, дипломат. 
Посол Латвии в России (август 2017 — февраль 2023).

## Карьера
Окончил Латвийский государственный институт физической культуры (1985) по специальности «спортивный педагог»; с 1983 года секретарь комитета ВЛКСМ института. По завершении высшего образования работал на кафедре спортивных игр, в 1987 году перешёл на работу в Комитет молодёжных организаций Латвийской ССР. После объявления независимости Латвии с января 1992 г. сотрудник Министерства иностранных дел: возглавлял департамент Восточной Европы, был заместителем статс-секретаря МИДа. В 1993 году получил диплом о втором высшем образовании на юридическом факультете Латвийского университета. В августе 1993 года назначен статс-секретарём Министерства иностранных дел и занимал эту должность на протяжении 11 лет; с 1995 года одновременно возглавлял Комитет по контролю за экспортом и импортом товаров стратегического назначения. Руководил латвийской делегацией на переговорах о демаркации морских границ с Литвой и Эстонией. В 2002—2004 годах глава делегации Латвии на переговорах о вступлении в НАТО. В 2004—2007 годах посол Латвии в США, а в 2006—2007 годах по совместительству также в Мексике. В январе 2007 года вернулся в Латвию и занял должность начальника канцелярии премьер-министра Айгара Калвитиса. В апреле был выдвинут Народной партией кандидатом на пост Президента Латвии, однако через месяц его кандидатура была снята в связи с достижением рядом парламентских партий консенсуса по кандидатуре Валдиса Затлерса. В ноябре 2007 года назначен министром иностранных дел Латвии (занимал пост до апреля 2010 года). С 2011 года представитель Латвии при НАТО.
В августе 2017 года назначен послом Латвии в России. 
23 января 2023 года Латвия заявила о понижении уровня дипломатических отношений с Россией с 24 февраля до временного поверенного в делах, в связи с чем Марис Риекстиньш должен покинуть Россию.

## Награды
- Командор ордена Трёх звёзд (2003).
- Крест Признания 2 степени (2007).
- Офицер ордена Великого князя Литовского Гядиминаса (2001, Литва).
- Орден Креста земли Марии 3 класса (2003, Эстония).
- Орден князя Ярослава Мудрого III степени (25 июня 2008 года, Украина) — за весомый личный вклад в развитие украинско-латвийского сотрудничества[4].
- Командор со звездой ордена Заслуг (2001, Норвегия)[5].
- Командор ордена Заслуг (1998, Норвегия)[6].
- Великий офицер ордена «За заслуги перед Итальянской Республикой» (2004, Италия).
- Великий офицер ордена «За заслуги» (2001, Франция).
- Великий офицер ордена Инфанта дона Энрике (2003, Португалия).
- Член ордена Заслуг (2004, Мальта).

## Семья
Женат, двое детей.